# Trigonocefalia
La trigonocefalia è un tipo di deformazione cefalica.

## Descrizione
È dovuta alla prematura fusione della sutura metopica (parte della sutura frontale che unisce la due metà dell'osso frontale del cranio) che provoca una forma a V della parte frontale della testa. La trigonocefalia è caratterizzata dalla prominenza triangolare della fronte che va a chiudere gli occhi.
Attraverso dei test genetici approfonditi è oggi possibile determinare le cause e la ricorrenza del rischio di deformazione nei bambini.

## Trattamento
La chirurgia cranio-maxillo-facciale ricostruttiva può ridurre in modo apprezzabile gli effetti della trigonocefalia.